# ナラーティワート空港
ナラーティワート空港（ナラーティワートくうこう、タイ語 : ท่าอากาศยานนราธิวาส、英語 : Narathiwat Airport ）は、タイ王国南部、ナラーティワート県ムアンナラーティワート郡コークキエン町にある空港。

## 施設
滑走路は02/20方向に2,000 m (6,562 ft) の長さのものが1本ある。誘導路は無く航空機は滑走路の両端で折り返す。空港ターミナルビルにボーディング・ブリッジはなく乗客は搭乗検査後、徒歩にて地上にある駐機場まで向かう。

## 就航航空会社と就航都市
| 航空会社         | 就航地              |
| ---------------- | ------------------- |
| タイ・エアアジア | バンコク/ドンムアン |